# Gmina zbiorowa Freden (Leine)
Gmina zbiorowa Freden (Leine) (niem. Samtgemeinde Freden (Leine)) – dawna gmina zbiorowa położona w niemieckim kraju związkowym Dolna Saksonia, w powiecie Hildesheim. Siedziba gminy zbiorowej znajdowała się w miejscowości Freden (Leine). 1 listopada 2016 gmina zbiorowa została rozwiązana, a trzy jej gminy przyłączono do miejscowości Freden (Leine). Stały się one tym samym jej dzielnicami.

## Podział administracyjny
Do gminy zbiorowej Freden (Leine) należały cztery gminy:
1. Everode
2. Freden (Leine)
3. Landwehr
4. Winzenburg